# والنتینو گالو
والنتینو گالو (ایتالیایی: Valentino Gallo؛ زادهٔ ۱۷ ژوئیهٔ ۱۹۸۵) بازیکن واترپلو اهل ایتالیا است.
وی در مسابقات کشوری و بین‌المللی در مجموع برندهٔ ۱ مدال طلا، ۱ مدال نقره، ۲ مدال برنز شده‌است.